# 愛知県道486号木瀬富田線
愛知県道486号木瀬富田線 （あいちけんどう486ごう きせとみだせん）は、愛知県豊田市内を通る一般県道である。

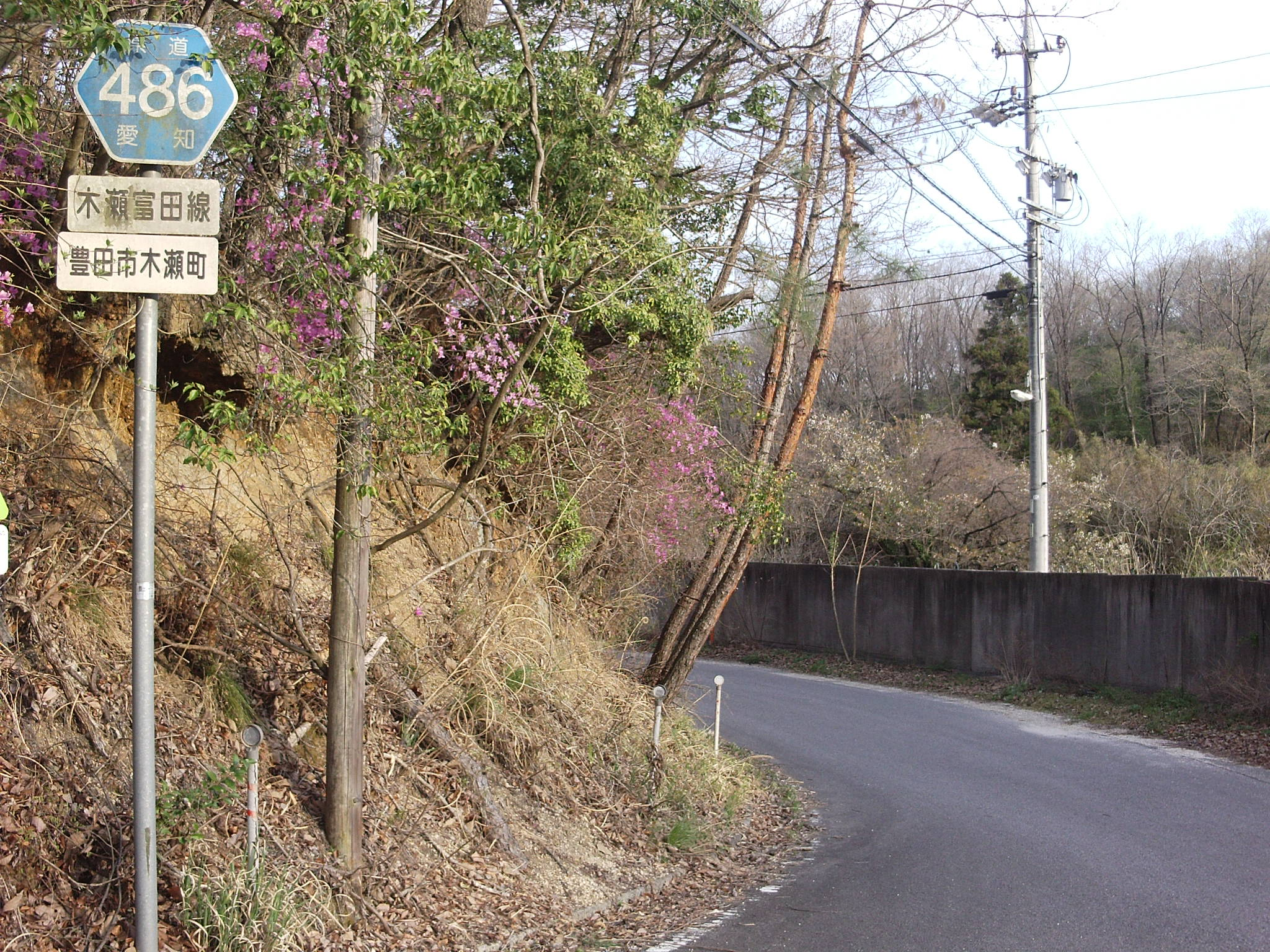
起点の木瀬。木瀬川左岸沿いを蛇行する。ここからは落石に注意。

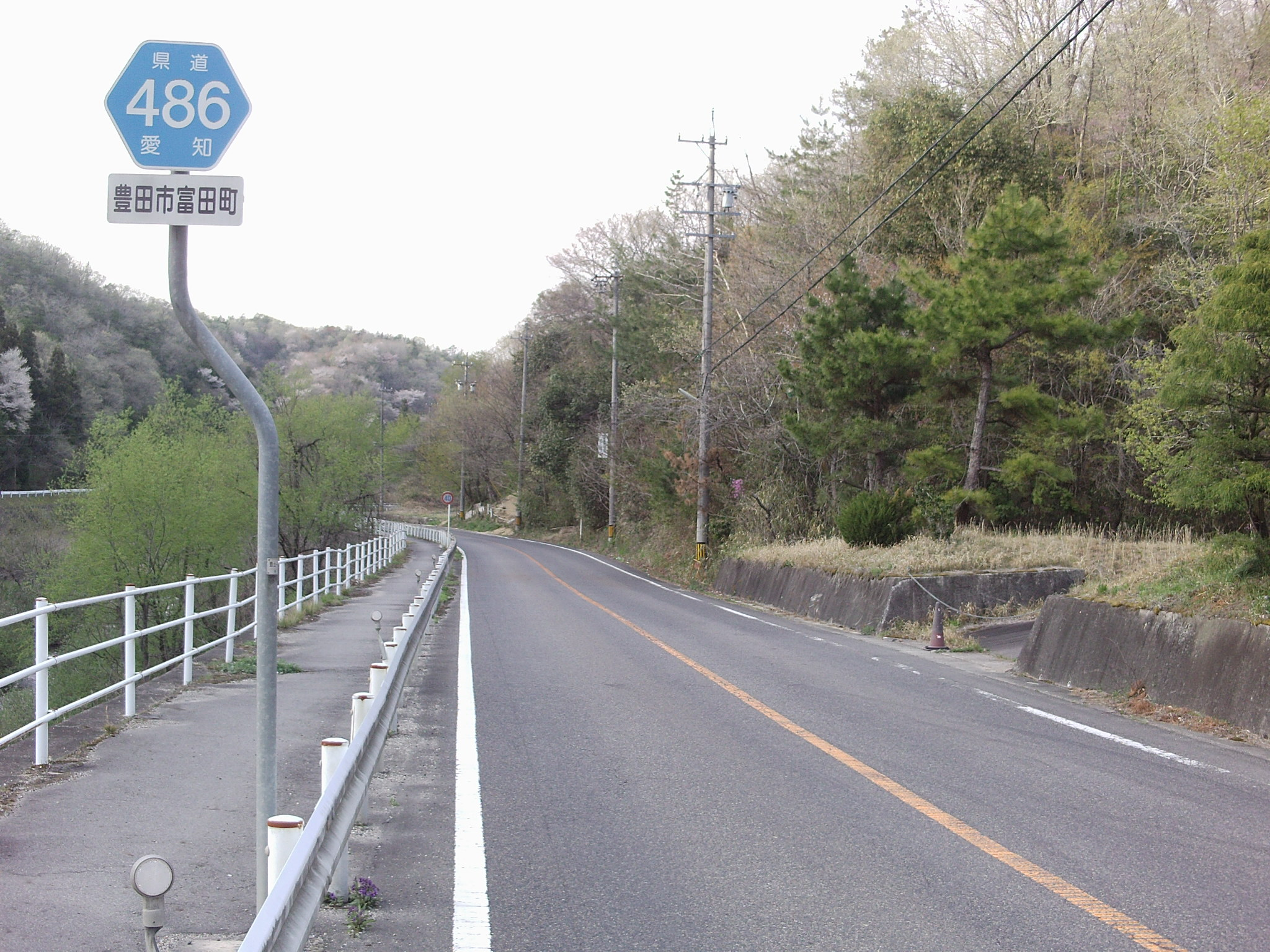
終点の富田。犬伏川左岸沿いを通る。木瀬に比べれば緩やかな2車線道路。

## 概要

### 路線データ
- 起点：愛知県豊田市木瀬町
- 終点：愛知県豊田市富田町

## 沿革
- 1965年11月29日：認定

## 通過する自治体
- 愛知県
  - 豊田市

## 接続する道路
- 国道419号
- 愛知県道33号瀬戸設楽線 重複区間
- 愛知県道11号豊田明智線

## 沿線・周辺
- 憩の家
- 御作浄水場
- 御作公民館
- 名古屋グリーンカントリークラブ